# Drapeau du Nevada
 (juin 2023).
Si vous disposez d'ouvrages ou d'articles de référence ou si vous connaissez des sites web de qualité traitant du thème abordé ici, merci de compléter l'article en donnant les références utiles à sa vérifiabilité et en les liant à la section « Notes et références ».

Drapeau du gouverneur

Le drapeau du Nevada est le drapeau officiel de l'État américain du Nevada.

## Description
Il se compose d'un fond bleu avec une étoile blanche dans le coin supérieur gauche, encerclée par le nom de l'état en bas, au-dessus se trouve un ruban avec l'inscription « Battle Born » (littéralement « né de la bataille »), indiquant que le Nevada est devenu un État pendant la guerre de Sécession. En dessous de l'étoile il y a deux brins verts de Artemisia tridentata (la fleur du Nevada) avec des fleurs jaunes.

## Histoire
L'actuel drapeau avait été le fruit d'un concours en 1926. Le vainqueur du challenge était Louis Shellback III, a été soumis à une certaine révision dans la législature d'état, où il y avait désaccord pour le placement du mot « Nevada » sur le drapeau. Un compromis fut trouvé, et le gouverneur Fred B. Balzar signa un amendement qui adopte le nouveau drapeau. Cependant, en 1989, un chercheur a découvert que l'amendement envoyé et signé par le gouverneur n'a pas exactement reflété l'accord législatif de 1929.
Une loi décrétée en 1991 a ordonné que le mot « Nevada » devait apparaître au-dessous de l'étoile et au-dessus des brins de l'Artemisia tridentata.

Drapeau du Nevada de 1905 à 1915
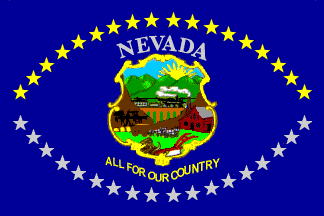
Drapeau du Nevada de 1915 à 1929
Drapeau du Nevada de 1929 à 1991